# Ensdellemolen

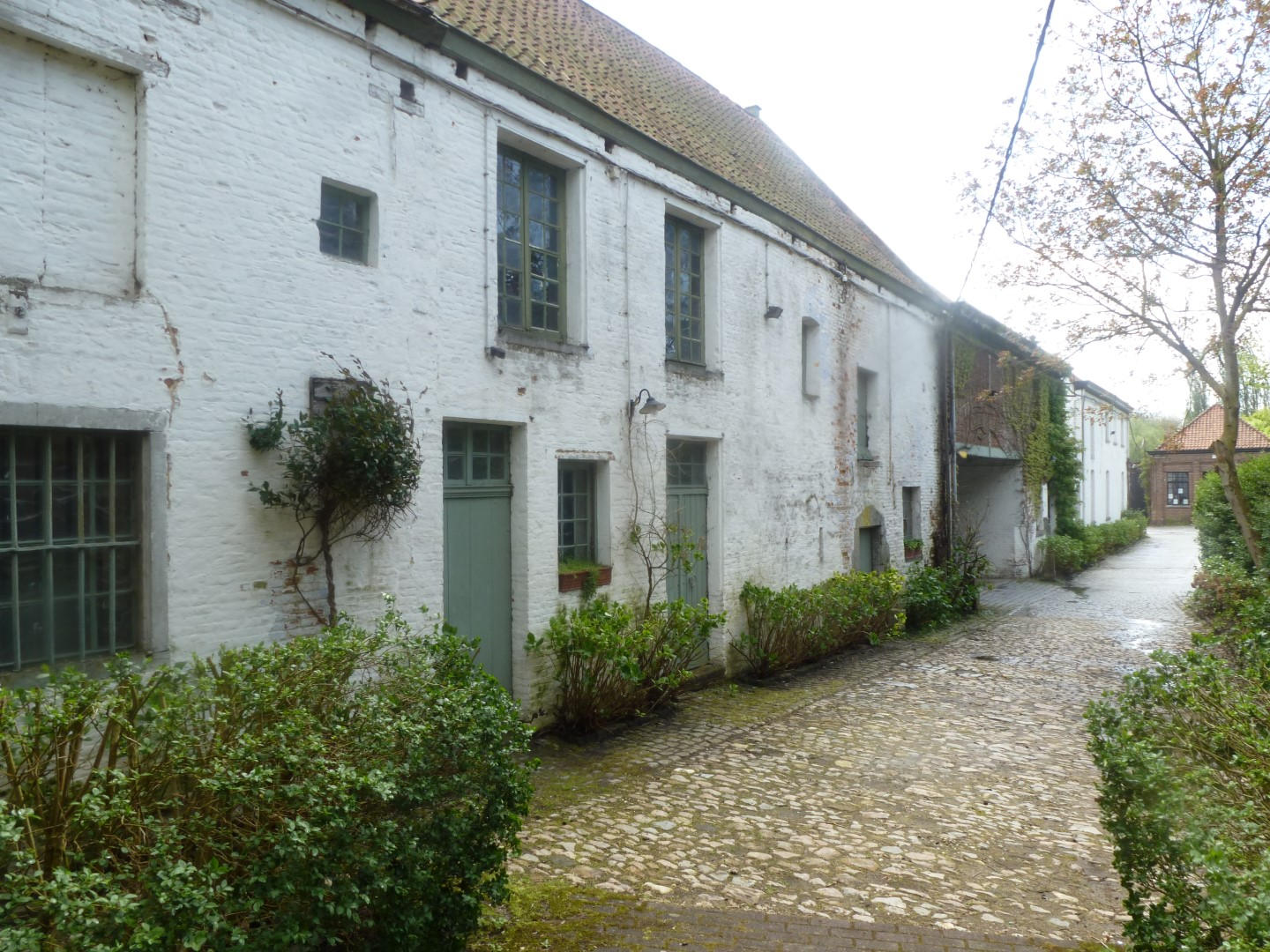
Ensdellemolen

De Ensdellemolen (ook: Molen Tenbroek) is een watermolen in de tot de Vlaams-Brabantse gemeente Beersel behorende plaats Alsemberg, gelegen aan de Losseweg 101.
Deze bovenslagmolen op de Molenbeek fungeerde als papiermolen.

## Geschiedenis
In 1306 was er op deze plaats al sprake van een hertogelijke banmolen die als korenmolen fungeerde. In 1401 werd de molen geschonken aan de Priorij van Zevenborren. Tijdens de Franse Revolutie werd de priorij opgeheven, de molen onteigend en in 1798 openbaar verkocht. In 1802 kwam hij aan de Brusselse linnenkoopman Clement De Page. Daarna wisselde hij meermaals van eigenaar totdat hij in 1860 werd gekocht door Gillis Franciscus Winderickx, die ook al de nabijgelegen Herisemmolen in bezit had. Hij verving de bovenslagraderen door een turbine en liet een stoommachine installeren. In 1874 werd het molencomplex nog met een kartonmakerij uitgebreid.
In 1953 werd de molen verkocht maar in 2015 kwam de molen weer aan Steven Winderickx, een nazaat van de familie, die architect was.
De Molenbeek werd weliswaar omgeleid zodat de molen niet meer kan werken, maar een deel van de inrichting is nog aanwezig.